# Международная федерация по теории механизмов и машин
Международная федерация по теории механизмов и машин была создана в 1969 году при активном участии известного российского учёного академика Ивана Артоболевского (1905—1977), который стал первым президентом федерации. Сегодня федерация объединяет учёных из 47 стран мира и охватывает все направления науки теории механизмов и машин.

## Миссия
Способствовать исследованиям и дальнейшему развитию теории и экспериментальных методов в области механизмов и машин.

## История создания
Решение о создании Международной федерации по теории механизмов и машин (IFToMM) было принято 29 сентября 1969 года на втором всемирном конгрессе по теории механизмов и машин, проходившем в Польше (город Закопане).

## Структура организации

### Общее собрание
Общее собрание является высшим органом управления федерации, состоит из представительских делегаций стран-участников федерации и исполнительного совета.

### Исполнительный совет
Исполнительный совет отвечает за управление делами федерации в период между общими собраниями. Исполнительный совет избирается общим собранием и состоит из президента, вице-президента, генерального секретаря и 6 избранных членов федерации.